# Масленица Передового поста
Масленица Передового поста — армянский церковный праздник предшествующий Передовому посту Армянской Апостольской Церкви.

## Традиции и обычаи
Масленица Передового поста является церковным праздником Армянской Апостольской Церкви, который предшествует Передовому посту. Отмечается Масленица в воскресенье непосредственно перед началом поста.
Согласно армянской церковной традиции: Масленица является воспоминанием человеческого счастья, которым наслаждались в своё время Адам и Ева в раю. Человеку, согласно ей же, можно было вкусить все плоды за исключением плода с дерева знания, который символизирует пост идущий за масленицей. Масленица является выражением добродетелей. В этот день люди выходят из траура и начинают радоваться, забывают о страданиях и находят утешение. Каждый христианин смиренностью души, покаянием, с надеждой на милость Бога приступает к посту.

## Дата начала
Армянская апостольская церковь в целом живёт по Григорианскому календарю, но общины в диаспоре, на территории церквей, использующих Юлианский календарь, по благословению епископа могут жить и по Юлианскому календарю. То есть календарю не придаётся «догматического» статуса.
| даты начала "Масленицы Передового поста" по Григорианскому календарю (по Юлианскому + 13 дней) |                |
| 13 февраля 2011                                                                                | 29 января 2012 |
| 20 января 2013                                                                                 | 9 февраля 2014 |
| 25 января 2015                                                                                 | 17 января 2016 |
| 5 февраля 2017                                                                                 | 21 января 2018 |
| 10 марта 2019                                                                                  | 2 марта 2020   |
| 24 января 2021                                                                                 | 6 марта 2022   |
| 29 января 2023                                                                                 | 21 января 2024 |
| 9 марта 2025                                                                                   | 25 января 2026 |
| 17 января 2027                                                                                 | 6 марта 2028   |
| 21 января 2029                                                                                 | 10 марта 2030  |